# Stuart McKerrow
William Stuart McKerrow (* 28. Juni 1922 in Glasgow; † 12. Juni 2004) war ein britischer Paläontologe und Geologe. Er galt als führender Paläoökologe. Er forschte und lehrte an der Universität Oxford.

## Leben
McKerrow studierte ab 1940 in Glasgow, unterbrochen vom Wehrdienst in der Royal Navy im Zweiten Weltkrieg als Funker. 1947 machte er in Glasgow seinen Abschluss in Geologie und wurde Demonstrator in Oxford. Unter William J. Arkell promovierte er dort über Brachiopoden des mittleren Jura. Er wurde Lecturer in Oxford und Gründungs-Fellow des 1966 gegründeten Wolfson College.
McKerrow war Gastwissenschaftler in Kalifornien, Chicago, Edmonton, Auckland und in Massachusetts.  Sein bevorzugtes Untersuchungsgebiet war Oxfordshire und Arran, das schottische Hochland, Südwest-Irland und Neufundland. Er arbeitete unter anderem mit Trond Helge Torsvik über die Rekonstruktion der Plattentektonik im Paläozoikum und davor.
Er war Ehrenmitglied der Palaeontological Association. 1981 erhielt er die Lyell-Medaille. 1978 erhielt er einen D. Sc. in Oxford.
Er war seit 1949 verheiratet und hatte drei Söhne.

## Schriften
- als Herausgeber und Ko-Autor: The Ecology of Fossils. An Illustrated Guide. Duckworth, London 1978, ISBN 0-7156-0944-0 (McKerrow schrieb die Einleitung und mit Robin Cocks die Abschnitte Kambrium, Ordovizium, Silur).
  - Deutsche Ausgabe: Palökologie. Lebensräume, Vergesellschaftungen, Lebensweise und Funktion ausgestorbener Tiere und ihre Veränderungen im Laufe der Erdgeschichte. Ein illustrierter Führer. Übersetzt aus dem Englischen und Bearbeitung der deutschen Ausgabe von F. T. Fürsich. Franckh, Stuttgart 1981, ISBN 3-440-04977-9.